# A Lien
A Lien es un cortometraje dramático estadounidense de 2023, escrito y dirigido por David Cutler-Kreutz y Sam Cutler-Kreutz, con producción ejecutiva de Adam McKay. La película tuvo su estreno mundial en el festival Flickerfest, el 23 de enero de 2023, dentro del programa Best of International Shorts 3.
El 23 de enero de 2025, fue nominado a Mejor Cortometraje en la 97.ª edición de los Premios Óscar. 

## Sinopsis
La película narra la historia de una pareja joven que se ve atrapada en un peligroso proceso de inmigración.

## Elenco
- William Martínez como Oscar Gómez
- Victoria Ratermanis como Sophia Gómez
- Koralyn Rivera como Nina Gómez

## Liberar
La película tuvo su estreno mundial en el 32º Flickerfest el 23 de enero de 2023, dentro del programa Best of International Shorts 3 – 2023.
La película se presentó en el 30.ª Festival de Cine de Austin el 29 de octubre de 2023, como parte del Shorts Program 5: Survival Instincts.